# Klas Ingesson
Klas Inge Ingesson (Ödeshög, 20 agosto 1968 – Ödeshög, 29 ottobre 2014) è stato un calciatore e allenatore di calcio svedese, di ruolo centrocampista.

## Carriera

### Giocatore

#### Club
Dopo aver giocato nelle massime serie di Svezia, Belgio, Paesi Bassi e Inghilterra arrivò in Serie A, al Bari, nel 1995, restando in Puglia anche dopo la retrocessione e contribuendo, con 8 reti all'immediata risalita nella stagione 1996-1997. In Serie A dal 1998 al 2000 giocò nel Bologna, con cui disputò 64 partite, facendosi apprezzare per la serietà, l'impegno e la correttezza.
Dopo una parentesi al Marsiglia, in Francia, nel 2000 si trasferì al Lecce, con cui chiuse la carriera nel 2001. In Italia ha collezionato complessivamente 139 presenze in Serie A e 38 presenze e 8 reti in Serie B.

#### Nazionale
Con la nazionale svedese conta 57 presenze, alcune delle quali ai Mondiali 1990 e 1994, in cui si classificò al terzo posto, e agli Europei 1992.

### Allenatore
Nel dicembre 2010 ha accettato l'offerta da parte dell'Elfsborg di guidare la formazione Under-21 del club. Dal settembre 2013 siede sulla panchina della squadra maggiore al posto dell'esonerato Jörgen Lennartsson. Ha allenato, quando le sue condizioni fisiche glielo hanno permesso, in sedia a rotelle. Il 16 ottobre 2014 si è dimesso proprio per via del suo stato di salute, mentre la squadra occupava il terzo posto in classifica.

## La malattia
Il 14 maggio 2009 si è diffusa la notizia che Ingesson fosse affetto da mieloma multiplo. Il 13 gennaio 2010 arriva la notizia della sua temporanea guarigione. Nel gennaio 2013 Ingesson annuncia il ritorno del mieloma e che dovrà essere sottoposto a un trapianto di cellule staminali ematopoietiche visto che i due precedenti non hanno avuto successo. Il 30 settembre 2013, contestualmente alla presentazione come allenatore dell'Elfsborg, dichiara di essere guarito dalla malattia. Nonostante ciò deve spesso ricorrere alla sedia a rotelle, complice una forma di osteoporosi, che gli causerà alcune fratture.
Nell'aprile 2014 si è fratturato un braccio cadendo nello spogliatoio dopo la partita contro l'Åtvidaberg, un mese più tardi si è rotto il femore cadendo dalla sua sedia a rotelle al Gamla Ullevi di Göteborg. Pochi mesi più tardi, a ottobre, ha annunciato di voler lasciare la panchina dell'Elfsborg a fine stagione a causa degli effetti del mieloma. Affetto da nefropatia da mieloma, Ingesson muore, durante la notte del 28 ottobre 2014, all'età di 46 anni in seguito all'esito nefasto della malattia che lo aveva colpito.

## Statistiche

### Cronologia presenze e reti in nazionale
| Cronologia completa delle presenze e delle reti in nazionale ― Svezia | Cronologia completa delle presenze e delle reti in nazionale ― Svezia | Cronologia completa delle presenze e delle reti in nazionale ― Svezia | Cronologia completa delle presenze e delle reti in nazionale ― Svezia | Cronologia completa delle presenze e delle reti in nazionale ― Svezia | Cronologia completa delle presenze e delle reti in nazionale ― Svezia | Cronologia completa delle presenze e delle reti in nazionale ― Svezia | Cronologia completa delle presenze e delle reti in nazionale ― Svezia |
| Data                                                                  | Città                                                                 | In casa                                                               | Risultato                                                             | Ospiti                                                                | Competizione                                                          | Reti                                                                  | Note                                                                  |
| --------------------------------------------------------------------- | --------------------------------------------------------------------- | --------------------------------------------------------------------- | --------------------------------------------------------------------- | --------------------------------------------------------------------- | --------------------------------------------------------------------- | --------------------------------------------------------------------- | --------------------------------------------------------------------- |
| 31-5-1989                                                             | Örebro                                                                | Svezia                                                                | 2 – 0                                                                 | Algeria                                                               | Amichevole                                                            | 2                                                                     | 26’                                                                   |
| 14-6-1989                                                             | Copenaghen                                                            | Danimarca                                                             | 6 – 0                                                                 | Svezia                                                                | Amichevole                                                            | -                                                                     | 68’                                                                   |
| 16-6-1989                                                             | Copenaghen                                                            | Brasile                                                               | 1 – 2                                                                 | Svezia                                                                | Amichevole                                                            | -                                                                     |                                                                       |
| 6-9-1989                                                              | Solna                                                                 | Svezia                                                                | 0 – 0                                                                 | Inghilterra                                                           | Qual. Mondiali 1990                                                   | -                                                                     | 72’                                                                   |
| 8-10-1989                                                             | Solna                                                                 | Svezia                                                                | 3 – 1                                                                 | Albania                                                               | Qual. Mondiali 1990                                                   | 1                                                                     |                                                                       |
| 25-10-1989                                                            | Chorzów                                                               | Polonia                                                               | 0 – 2                                                                 | Svezia                                                                | Qual. Mondiali 1990                                                   | -                                                                     | 70’                                                                   |
| 16-2-1990                                                             | Dubai                                                                 | Emirati Arabi Uniti                                                   | 0 – 2                                                                 | Svezia                                                                | Amichevole                                                            | 1                                                                     |                                                                       |
| 21-2-1990                                                             | Bruxelles                                                             | Belgio                                                                | 0 – 0                                                                 | Svezia                                                                | Amichevole                                                            | -                                                                     |                                                                       |
| 11-4-1990                                                             | Algeri                                                                | Algeria                                                               | 1 – 1                                                                 | Svezia                                                                | Amichevole                                                            | -                                                                     |                                                                       |
| 25-4-1990                                                             | Stoccolma                                                             | Svezia                                                                | 4 – 2                                                                 | Galles                                                                | Amichevole                                                            | 2                                                                     |                                                                       |
| 27-5-1990                                                             | Solna                                                                 | Svezia                                                                | 6 – 0                                                                 | Finlandia                                                             | Amichevole                                                            | -                                                                     | 73’                                                                   |
| 10-6-1990                                                             | Torino                                                                | Brasile                                                               | 2 – 1                                                                 | Svezia                                                                | Mondiali 1990 - 1º turno                                              | -                                                                     |                                                                       |
| 16-6-1990                                                             | Genova                                                                | Svezia                                                                | 1 – 2                                                                 | Scozia                                                                | Mondiali 1990 - 1º turno                                              | -                                                                     |                                                                       |
| 20-6-1990                                                             | Genova                                                                | Svezia                                                                | 1 – 2                                                                 | Costa Rica                                                            | Mondiali 1990 - 1º turno                                              | -                                                                     |                                                                       |
| 10-10-1990                                                            | Solna                                                                 | Svezia                                                                | 1 – 3                                                                 | Germania                                                              | Amichevole                                                            | -                                                                     | 80’                                                                   |
| 1-5-1991                                                              | Solna                                                                 | Svezia                                                                | 6 – 0                                                                 | Austria                                                               | Amichevole                                                            | -                                                                     | 69’                                                                   |
| 8-8-1991                                                              | Oslo                                                                  | Norvegia                                                              | 1 – 2                                                                 | Svezia                                                                | Amichevole                                                            | -                                                                     |                                                                       |
| 4-9-1991                                                              | Solna                                                                 | Svezia                                                                | 4 – 3                                                                 | Jugoslavia                                                            | Amichevole                                                            | -                                                                     | Ammonizione                                                           |
| 9-10-1991                                                             | Lucerna                                                               | Svizzera                                                              | 3 – 1                                                                 | Svezia                                                                | Amichevole                                                            | -                                                                     |                                                                       |
| 22-4-1992                                                             | Tunisi                                                                | Tunisia                                                               | 0 – 1                                                                 | Svezia                                                                | Amichevole                                                            | -                                                                     |                                                                       |
| 7-5-1992                                                              | Solna                                                                 | Svezia                                                                | 5 – 0                                                                 | Polonia                                                               | Amichevole                                                            | 1                                                                     |                                                                       |
| 27-5-1992                                                             | Stoccolma                                                             | Svezia                                                                | 2 – 1                                                                 | Ungheria                                                              | Amichevole                                                            | -                                                                     | 46’                                                                   |
| 10-6-1992                                                             | Solna                                                                 | Svezia                                                                | 1 – 1                                                                 | Francia                                                               | Euro 1992 - 1º turno                                                  | -                                                                     |                                                                       |
| 14-6-1992                                                             | Solna                                                                 | Svezia                                                                | 1 – 0                                                                 | Danimarca                                                             | Euro 1992 - 1º turno                                                  | -                                                                     |                                                                       |
| 17-6-1992                                                             | Solna                                                                 | Svezia                                                                | 2 – 1                                                                 | Inghilterra                                                           | Euro 1992 - 1º turno                                                  | -                                                                     | 69’                                                                   |
| 21-6-1992                                                             | Solna                                                                 | Svezia                                                                | 2 – 3                                                                 | Germania                                                              | Euro 1992 - Semifinale                                                | -                                                                     |                                                                       |
| 26-8-1992                                                             | Oslo                                                                  | Norvegia                                                              | 2 – 2                                                                 | Svezia                                                                | Amichevole                                                            | -                                                                     |                                                                       |
| 9-9-1992                                                              | Helsinki                                                              | Finlandia                                                             | 0 – 1                                                                 | Svezia                                                                | Qual. Mondiali 1994                                                   | 1                                                                     |                                                                       |
| 7-10-1992                                                             | Solna                                                                 | Svezia                                                                | 2 – 0                                                                 | Bulgaria                                                              | Qual. Mondiali 1994                                                   | -                                                                     |                                                                       |
| 11-11-1992                                                            | Ramat Gan                                                             | Israele                                                               | 1 – 3                                                                 | Svezia                                                                | Qual. Mondiali 1994                                                   | 1                                                                     |                                                                       |
| 15-4-1993                                                             | Budapest                                                              | Ungheria                                                              | 0 – 2                                                                 | Svezia                                                                | Amichevole                                                            | -                                                                     |                                                                       |
| 28-4-1993                                                             | Parigi                                                                | Francia                                                               | 2 – 1                                                                 | Svezia                                                                | Qual. Mondiali 1994                                                   | -                                                                     |                                                                       |
| 19-5-1993                                                             | Stoccolma                                                             | Svezia                                                                | 1 – 0                                                                 | Austria                                                               | Qual. Mondiali 1994                                                   | -                                                                     |                                                                       |
| 2-6-1993                                                              | Stoccolma                                                             | Svezia                                                                | 5 – 0                                                                 | Israele                                                               | Qual. Mondiali 1994                                                   | -                                                                     |                                                                       |
| 11-8-1993                                                             | Borås                                                                 | Svezia                                                                | 1 – 2                                                                 | Svizzera                                                              | Amichevole                                                            | -                                                                     |                                                                       |
| 22-8-1993                                                             | Solna                                                                 | Svezia                                                                | 1 – 1                                                                 | Francia                                                               | Qual. Mondiali 1994                                                   | -                                                                     |                                                                       |
| 8-9-1993                                                              | Sofia                                                                 | Bulgaria                                                              | 1 – 1                                                                 | Svezia                                                                | Qual. Mondiali 1994                                                   | -                                                                     |                                                                       |
| 13-10-1993                                                            | Solna                                                                 | Svezia                                                                | 3 – 2                                                                 | Finlandia                                                             | Qual. Mondiali 1994                                                   | -                                                                     | 8’                                                                    |
| 20-4-1994                                                             | Wrexham                                                               | Galles                                                                | 0 – 2                                                                 | Svezia                                                                | Amichevole                                                            | -                                                                     | 82’                                                                   |
| 5-5-1994                                                              | Solna                                                                 | Svezia                                                                | 3 – 1                                                                 | Nigeria                                                               | Amichevole                                                            | 1                                                                     |                                                                       |
| 5-6-1994                                                              | Solna                                                                 | Svezia                                                                | 2 – 0                                                                 | Norvegia                                                              | Amichevole                                                            | -                                                                     |                                                                       |
| 12-6-1994                                                             | Mission Viejo                                                         | Romania                                                               | 1 – 1                                                                 | Svezia                                                                | Amichevole                                                            | 1                                                                     |                                                                       |
| 19-6-1994                                                             | Pasadena                                                              | Camerun                                                               | 2 – 2                                                                 | Svezia                                                                | Mondiali 1994 - 1º turno                                              | -                                                                     | 76’                                                                   |
| 24-6-1994                                                             | Detroit                                                               | Svezia                                                                | 3 – 1                                                                 | Russia                                                                | Mondiali 1994 - 1º turno                                              | -                                                                     |                                                                       |
| 28-6-1994                                                             | Detroit                                                               | Brasile                                                               | 1 – 1                                                                 | Svezia                                                                | Mondiali 1994 - 1º turno                                              | -                                                                     |                                                                       |
| 3-7-1994                                                              | Dallas                                                                | Arabia Saudita                                                        | 1 – 3                                                                 | Svezia                                                                | Mondiali 1994 - Ottavi di finale                                      | -                                                                     |                                                                       |
| 10-7-1994                                                             | Palo Alto                                                             | Romania                                                               | 2 – 2 dts (4 – 5 dtr)                                                 | Svezia                                                                | Mondiali 1994 - Quarti di finale                                      | -                                                                     | 7’                                                                    |
| 13-7-1994                                                             | Pasadena                                                              | Svezia                                                                | 0 – 1                                                                 | Brasile                                                               | Mondiali 1994 - Semifinale                                            | -                                                                     |                                                                       |
| 16-7-1994                                                             | Pasadena                                                              | Svezia                                                                | 4 – 0                                                                 | Bulgaria                                                              | Mondiali 1994 - Finale 3º posto                                       | -                                                                     |                                                                       |
| 17-8-1994                                                             | Stoccolma                                                             | Svezia                                                                | 4 – 2                                                                 | Lituania                                                              | Amichevole                                                            | -                                                                     |                                                                       |
| 7-9-1994                                                              | Reykjavík                                                             | Islanda                                                               | 0 – 1                                                                 | Svezia                                                                | Qual. Euro 1996                                                       | 1                                                                     |                                                                       |
| 26-4-1995                                                             | Budapest                                                              | Ungheria                                                              | 1 – 0                                                                 | Svezia                                                                | Qual. Euro 1996                                                       | -                                                                     |                                                                       |
| 24-4-1996                                                             | Belfast                                                               | Irlanda del Nord                                                      | 1 – 2                                                                 | Svezia                                                                | Amichevole                                                            | 1                                                                     |                                                                       |
| 9-5-1996                                                              | Helsingborg                                                           | Svezia                                                                | 2 – 1                                                                 | Slovacchia                                                            | Amichevole                                                            | -                                                                     |                                                                       |
| 1-6-1996                                                              | Solna                                                                 | Svezia                                                                | 5 – 1                                                                 | Bielorussia                                                           | Qual. Mondiali 1998                                                   | -                                                                     | 85’                                                                   |
| 9-10-1996                                                             | Solna                                                                 | Svezia                                                                | 0 – 1                                                                 | Austria                                                               | Qual. Mondiali 1998                                                   | -                                                                     | 2’ 68’                                                                |
| 25-3-1998                                                             | Vigo                                                                  | Spagna                                                                | 4 – 0                                                                 | Svezia                                                                | Amichevole                                                            | -                                                                     |                                                                       |
| Totale                                                                |                                                                       | Presenze                                                              | 57                                                                    |                                                                       | Reti                                                                  | 13                                                                    |                                                                       |

## Palmarès

### Giocatore

#### Club

##### Competizioni nazionali
- Campionato svedese: 2

IFK Göteborg: 1987, 1990

##### Competizioni internazionali
- Coppa UEFA: 1

IFK Göteborg: 1986-1987
- Coppa Intertoto UEFA: 1

Bologna: 1998